# Willi Hartung (Maler)

Willi Hartung

Willi Hartung (* 12. Februar 1915 in Zürich; † 18. Juni 1987 in Sternenberg, Kanton Zürich, heimatberechtigt in Ermatingen) war ein Schweizer Maler.

## Leben
Willi Hartung wuchs als zweitältester Sohn des Fassadengestalters und Wandbildentwerfers Wilhelm Hartung und der Klara Hartung in Zürich auf. Inspiriert durch seinen Vater und seinen Onkel Eugen Hartung, absolvierte er 1930 in Zürich eine Lehre als Flach- und Dekorationsmaler. Anschliessend besuchte er von 1934 bis 1936 die Kunstgewerbeschule Zürich, wo er die Fächer Zeichnen in der Natur, Aktzeichnen, Farbenlehre und Schriftenmalerei belegte.  
Seinen Lebensunterhalt sicherte sich Hartung durch graphische Aufträge und Dekorationsmalereien, welche er für verschiedene Firmen ausführte. Er hielt sich 1947 und 1948 in Paris auf, wo er die alten Meister im Louvre studieren konnte. Eine weitere Studienreise führte ihn 1949 nach Italien (Florenz). In der sakralen Kunst des Trecento und Quattrocento fand Hartung neue Impulse für seine Werke und entwickelte, ausgehend von den der christlichen Bildwelt, einen eigenen Ausdrucksstil. Seine kleinformatigen Bilder malte er vorzugsweise in Tempera und Aquarell. Hartung setzte sich intensiv auch mit den anderen Religionen und Weltanschauungen auseinander.
Hartung gewann 1952 an einem internationalen Wettbewerb für ein Weihnachtsbild denn zweiten Preis. Dieser eröffnete ihm nach und nach den US-amerikanischen Kunstmarkt, was zur Folge hatte, dass sich ein grosser Teil seines Werkes in den Vereinigten Staaten befindet. Von 1958 bis 1965 hielt sich Hartung verschiedentlich in Griechenland auf.
1956 realisierte er sein erstes Wandbild in der Schweiz. Diesem folgten weitere Aufträge, die er für private Bauten, Schulen und Kirchen ausführte. Neben den grossen öffentlichen Aufträgen arbeitete Hartung auch hie und da für private Sammler und stellte seine Bilder in Galerien aus.
Hartung unterrichtete als Zeichnungslehrer von 1967 bis 1969 in Princeton. Dort stiessen seine Werke auf grosses Interesse und er konnte sie in Museen und Galerien ausstellen. Anschliessend lebte er für weitere zwei Jahre in Mexiko. Anfänglich lebte er in Cuernavaca und Zihuatanejo, später weilte er in Oaxaca, um anschliessend nach Zihuatanejo zurückzukehren. Wie auf seinen früheren Reisen nach Italien und Griechenland bezog Hartung auch in Mexiko Elemente der realen Wirklichkeit in seine traumhaften Naturvisionen mit ein. Weiter Reisen folgten 1974 nach Sri Lanka und 1977 nach Vita Levu und Tonga.
Ab 1971 liess er sich in Wigoltingen (Kanton Thurgau) nieder. Es entstanden erste Gemeinschaftsarbeiten mit Ernst Egli. So waren es 1973 ein Wandbild für das Haus Klosbachstrasse 106 in Zürich, 1975 ein Keramikwandbild für das Kinderspital Affoltern am Albis und 1978 ein Keramikwandbild für das Schulhaus «Spanner» in Frauenfeld. Neben Keramikfiguren und Wandmalereien gestaltet er auch Glasmalereien (u. a. Kirche Glis, Vernamiège, Raperswilen).
Zwischen 1979 und 1983 schuf Hartung zusammen mit Ernst Egli, Rudolf Baumgartner, Martin-Guy Marquardt und Hannelore Walther-Dittrich gemeinsame Aquarelle. Jeder Künstler machte den Anfang, indem er ein oder zwei Aquarelle frei oder gemäss einem vorgegebenen Motiv teilweise gestaltete und zur weiteren Vollendung an einen anderen Künstler weitergab. So wurden die Werke, immer im Wechsel von Beginnen oder Vollenden, gegenseitig ausgetauscht und trugen zuletzt die Handschrift zweier Künstler. Die Bilder wurden 1983 in Aesch bei Birmensdorf anlässlich einer Ausstellung gezeigt.
Die meisten Bilder entstanden in Aquarelltechnik. Hartungs Bilder befinden sich heute in diversen Museen, hauptsächlich aber in Privatwohnungen.
Am 18. Juni 1987 starb Willi Hartung an seinem Lieblingsplatz, auf dem Sternenberg im Zürcher Oberland. Sein Grab befindet sich in Wigoltingen.

## Film
- Dokumentarfilm Der Thurgau. 1986, mit einer fünfminütigen Dokumentation über den Künstler.